# Czermin (Grande Polonia)
Czermin è un comune rurale polacco del distretto di Pleszew, nel voivodato della Grande Polonia.
Ricopre una superficie di 97,83 km² e nel 2004 contava 4 842 abitanti.